# Osthryth
Osthryth (m. 697), reina de Mèrcia, va ser l'esposa del Rei Æthelred de Mèrcia, i filla de Oswiu de Northumbria i de la seva segona esposa Eanfleda de Deria. Va ser assassinada pels nobles de Mèrcia.
Osthryth no va ser la primera dona de la seva família en esdevenir reina de Mèrcia. La seva germana Alhflæd s'havia casat amb Peada, el rei del sud de Mèrcia (654 - 656). Després de la mort de Peada, presumptament assassinat amb la connivència d'Alhflæd, aquesta última es va retirar a Fladbury (Worcestershire), segons el seu topònim, que significa "Fortalesa de Flæde". En algun moment de la dècada del 690, Æthelred va concedir Fladbury a Oftfor, Bisbe de Worcester, per restablir la vida monàstica; tot i això, aquesta donació va ser impugnada més tard per Æthelheard, fill d'Oshere (rei de Hwicce) que afirmava que Æthelred no tenia cap dret a donar Fladbury, ja que havia estat propietat de Osthryth. Æthelheard va reclamar les terres com el seu parent i hereu.
Æthelred i Osthryth van estimar i afavorir l'Abadia de Bradney, al comtat de Lincolnshire. Osthryth va dipositar allà els ossos del seu oncle Oswald de Northumbria, que va ser venerat com un sant. A partir d'aquesta història, Osthryth va tenir un paper molt important en la promoció del culte a Sant Oswald. Molts anys després, ella mateixa va convèncer Cyneburh, vídua d'Oswald, de prendre el vel com a monja.
Osthryth va haver de lidiar amb conflictes de lleialtat. L'any 679, el seu germà Egfrid de Northumbria es va enfrontar a Æthelred, morint el seu germà Ælfwine. Beda escriu que era "un home jove d'uns divuit anys i una persona molt estimada en ambdós regnes, ja que el rei Æthelred s'havia casat amb la seva germana".
L'assassinat d'Osthryth l'any 697 pels nobles de Mèrcia queda sense explicar a les fonts que l'esmenten. Ann Williams l'atribueix a l'hostilitat entre Mèrcia i Northumbria, mentre que Kirby suggereix que podria haver estat obra de la seva germana, en venjança per l'assassinat de Peada. Finberg especula amb la possibilitat que ella i Oshere estiguessin intentant separar el regne de Hwicce controlat per Mèrcia.
Osthryth va ser sebollida a l'Abadia de Bardney.
Probablement, Osthryth va ser la mare del fill d'Æthelred, Ceolred, rei de Mèrcia entre els anys 709 i 716.